# Eupithecia creta
Eupithecia creta är en fjärilsart som beskrevs av Karl Dietze 1908. Eupithecia creta ingår i släktet Eupithecia och familjen mätare. Inga underarter finns listade i Catalogue of Life.